# الأرشيف الوطني التونسي

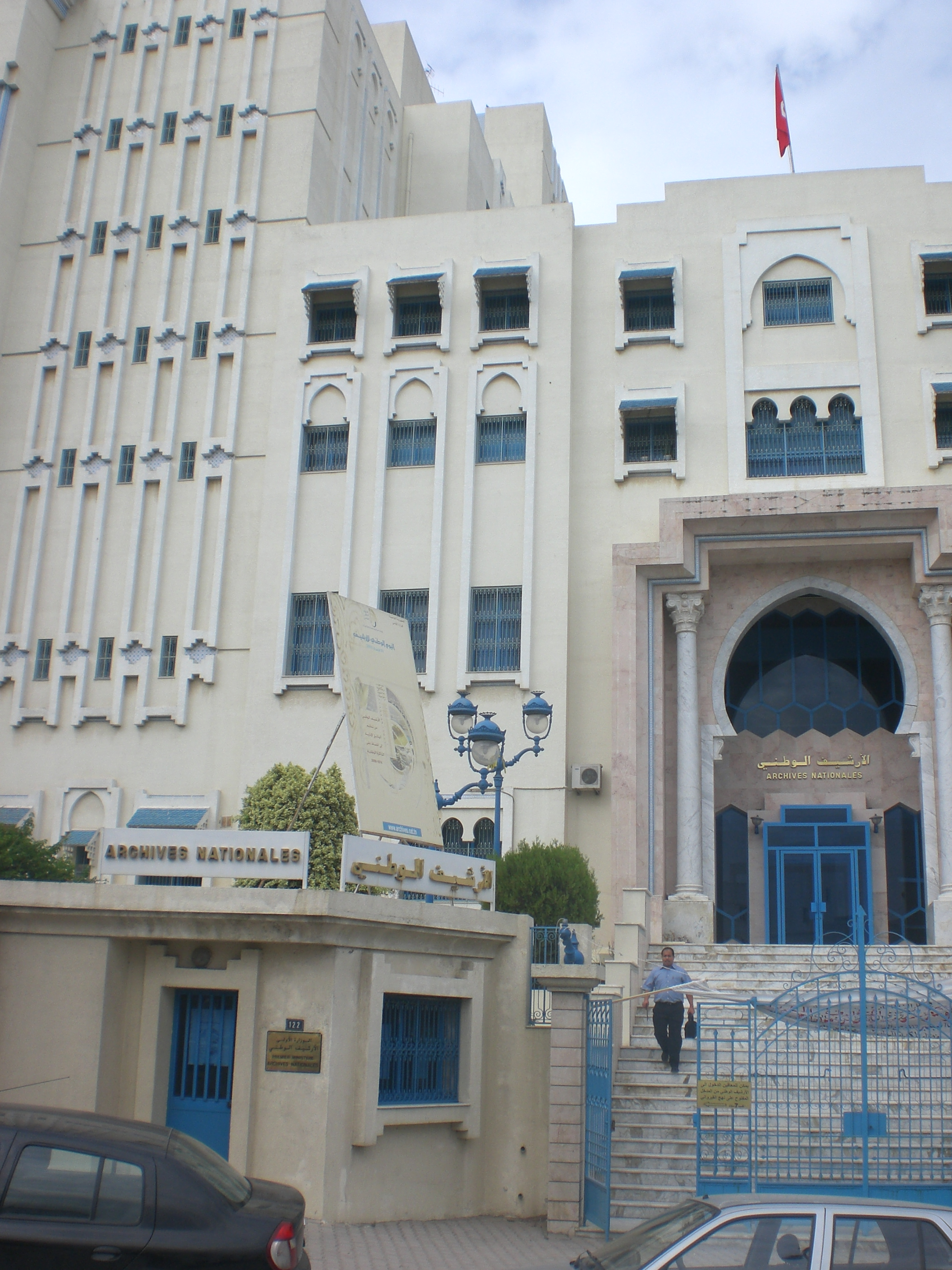
الأرشيف الوطني التونسي

الأرشيف الوطني التونسي هو مؤسسة عمومية ذات صبغة إدارية تونسية تم إنشائه بموجب قانون عدد 95 لسنة 1988 المؤرخ في 2 أغسطس 1988.

يقع مقر الأرشيف في تونس العاصمة.

## تاريخه
في سياق الإصلاحات التي عرفتها تونس في النصف الثاني من القرن التاسع عشر وخاصة في عهد الوزير المصلح خير الدين التونسي أحدث سنة 1874، هيكل بالوزارة الكبرى بالقصبة سمي خزينة مكاتيب الدولة، نقلت إليه وثائق الدولة من قصر باردو ومن مختلف مصالح الدولة وكبار المسؤولين. وقد تم آنذاك ضبط الآلاف من الوثائق وحفظها من التلف ووقع تنظيمها. 

وقد تولى رئاسة خزينة مكاتيب الدولة الشيخ محمد الطيب بوسن. ومن أهم من تولى إدارتها في عهد الحماية محمد القروي فيما بين 1887 و1923 وفي عهده عولج جزء هام من الرصيد بما مكن من تكوين السلسلة التاريخية ومجموعة الدفاتر الجبائية والتاريخية. أما بقية الرصيد فقد تكون خلال فترة الحماية إلى حدود سنة 1956 وهي الوثائق التي أنتجتها الإدارات الراجعة بالنظر للوزارة الكبرى وأهمها رصيد قسم الدولة.

هذا وقد عرفت مؤسسة الأرشيف الوطني عدة تسميات بدءا من خزانة مكاتيب الدولة، ثم خزينة عموم مكاتيب الدولة، ثم الخزينة العامة للحكومة التونسية، وأخيرا الأرشيف الوطني التونسي.

## أرصدة الأرشيف الوطني التونسي
تتكون أرصدة الأرشيف الوطني من عدة سلاسل :

### السلسلة التاريخية
وتضم كل الوثائق السابقة لعهد الحماية بدءا من أواخر القرن السادس عشر إلى ثمانينات القرن التاسع عشر. ومن ضمنها المراسلات الإدارية والدفاتر الجبائية.
وتنقسم السلسلة إلى الأقسام التالية :
- الأول : البايات وكبار الموظفين ؛
- الثاني :الحكومة والإدارة التونسيتين ؛
- الثالث : الإدارة المالية ؛
- الرابع: العدلية التونسية ؛
- الخامس: وزارة الحرب ووزارة البحر ؛
- السادس: وزارة الأمور الخارجية.

### سلاسل عهد الحماية

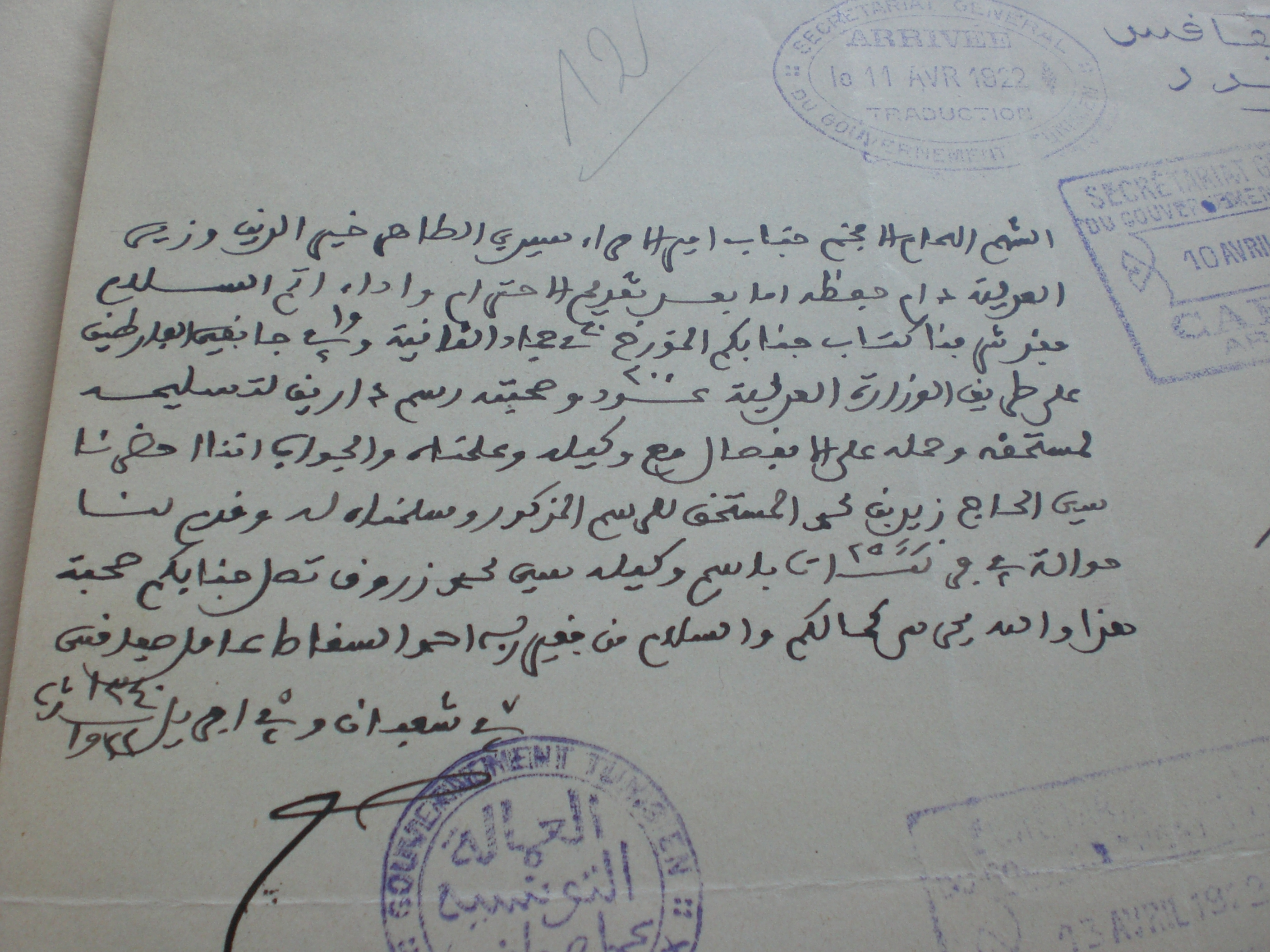
وثيقة من الأرشيف التونسي بخط مغربي

أما الرصيد الوثائقي خلال فترة الحماية الفرنسية على تونس فيعود تكوينه إلى قسم الدولة Section d'Etat بالكتابة العامة للحكومة التونسية. وهو ينقسم إلى السلاسل التالية : A B C D E F حيث أن:
- السلسلة أ: تتعلق بشؤون الإدارة الجهوية والمحلية ؛
- السلسلة ب: تتكون من ملفات إدارية للقضاة والمفتين والعدول والوكلاء بالإضافة إلى ملفات الأمناء.
- السلسلة ج: تهم الأوقاف وشؤون الأحباس خلال فترة الحماية ؛
- السلسلة د: الشؤون الدينية ؛
- السلسلة هـ (E): نشاط المؤسسات والهياكل الإدارية والوزارات التي عملت خلال عهد الحماية الفرنسية على تونس ؛
- السلسلة ف : وتتعلق بالشؤون الديبلوماسية والقنصلية والأوسمة والعائلة الحسينية.
- بالإضافة إلى السلسلة (SG) : وهو رصيد فرعي للكتابة العامة للحكومة التونسية.ياسر السناني

## المدراء العامون
- 1887 - 1923؟: محمد القروي[2]
- 1920؟ - 1925: حسن حسني عبد الوهاب[3]
- 1970 - 1972: عبد الجليل التميمي
- 1988- 2006: المنصف الفخفاخ
- 2007 - 2011: سلوى العياشي اللبان
- 2011 - الآن: الهادي الجلاب

## وصلة خارجية
- موقع الأرشيف الوطني التونسي